# Річард Левове Серце (фільм, 1923)
Річард Левове Серце (англ. Richard the Lion-Hearted) — американська драма режисера Честера Вітея 1923 року.

## У ролях
- Воллес Бірі — король Річард Левове Серце
- Чарльз К. Джеррард — султан Салах ад-Дін
- Кетлін Кліффорд — королева Беренгарія
- Маргаріт Де Ла Мотт — леді Едіт Плантагенет
- Джон Бауерс — сер Кеннет, лицар Леопард
- Кларенс Гелдарт — Конрад
- Вілбур Хігбі — сер Томас де Во
- Таллі Маршалл — архієпископ з Тіра